# Laura Francatelliová
Laura Mabel Francatelliová (1881, Londýn – 2. června 1967, tamtéž) byla jednou z pasažérek, které se zachránily z Titanicu.
Pracovala jako sekretářka slavné módní návrhářky Lucy Duff-Gordonové, kterou doprovázela na Titanicu. Obývala kajutu číslo 36 na palubě E a obě se zachránily v záchranném člunu číslo 1. Později bylo prošetřováno, proč byl tento člun jen z poloviny zaplněn. Manžel Lucy Duff-Gordonové, sir Cosmo Duff-Gordon, byl podezřelý, že podplatil posádku, aby se nevracela pro další trosečníky. Francatelliová v čestném prohlášení pro vyšetřovatele uvedla, že v člunu bylo pět pasažérů a sedm členů posádky a připustila, že neuvažovali o návratu pro další přeživší. Cosmo Duff-Gordon nechal později vyplatit každému členu posádky z člunu pět liber, Francatelliová na tuto částku vystavila účet.
Její sestra Dorothy Francatelliová pracovala pro Lucy Duff-Gordonovou jako manekýna pod jménem Phyllis.
Provdala se za hoteliéra Maxe Haeringa a po nějakou dobu žila ve Švýcarsku.
Originální záchranná vesta, kterou měla na sobě tu noc, co se Titanic potopil, byla 16. května 2007 vydražena aukční síní Sotheby's společně s dopisem, který odeslala několik dní po potopení z hotelu Waldorf-Astoria v New Yorku. Čestné prohlášení se prodalo za 20 000 liber v roce 2010.